# Кубок Португалії з футболу

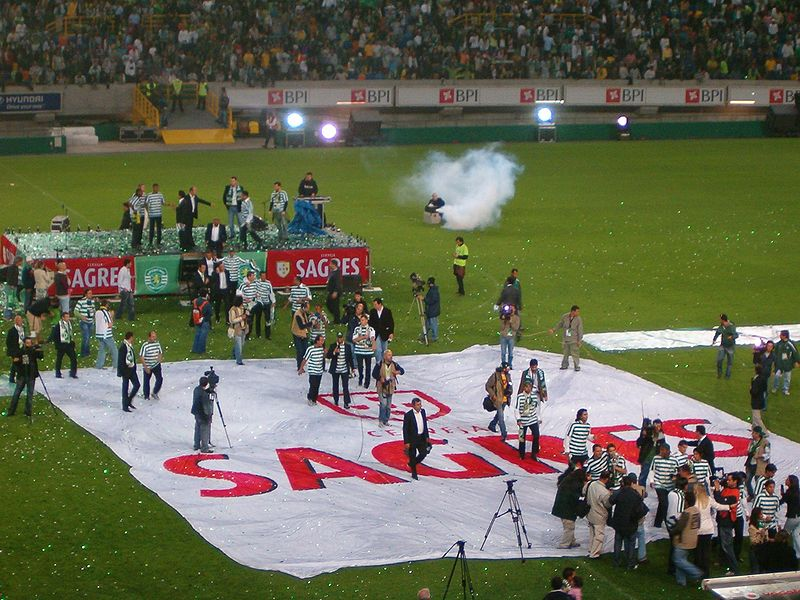
Футболісти лісабонського «Спортінга» святкують перемогу у Кубку Португалії з футболу, стадіон «Алваладе XXI», 27 травня 2007 року

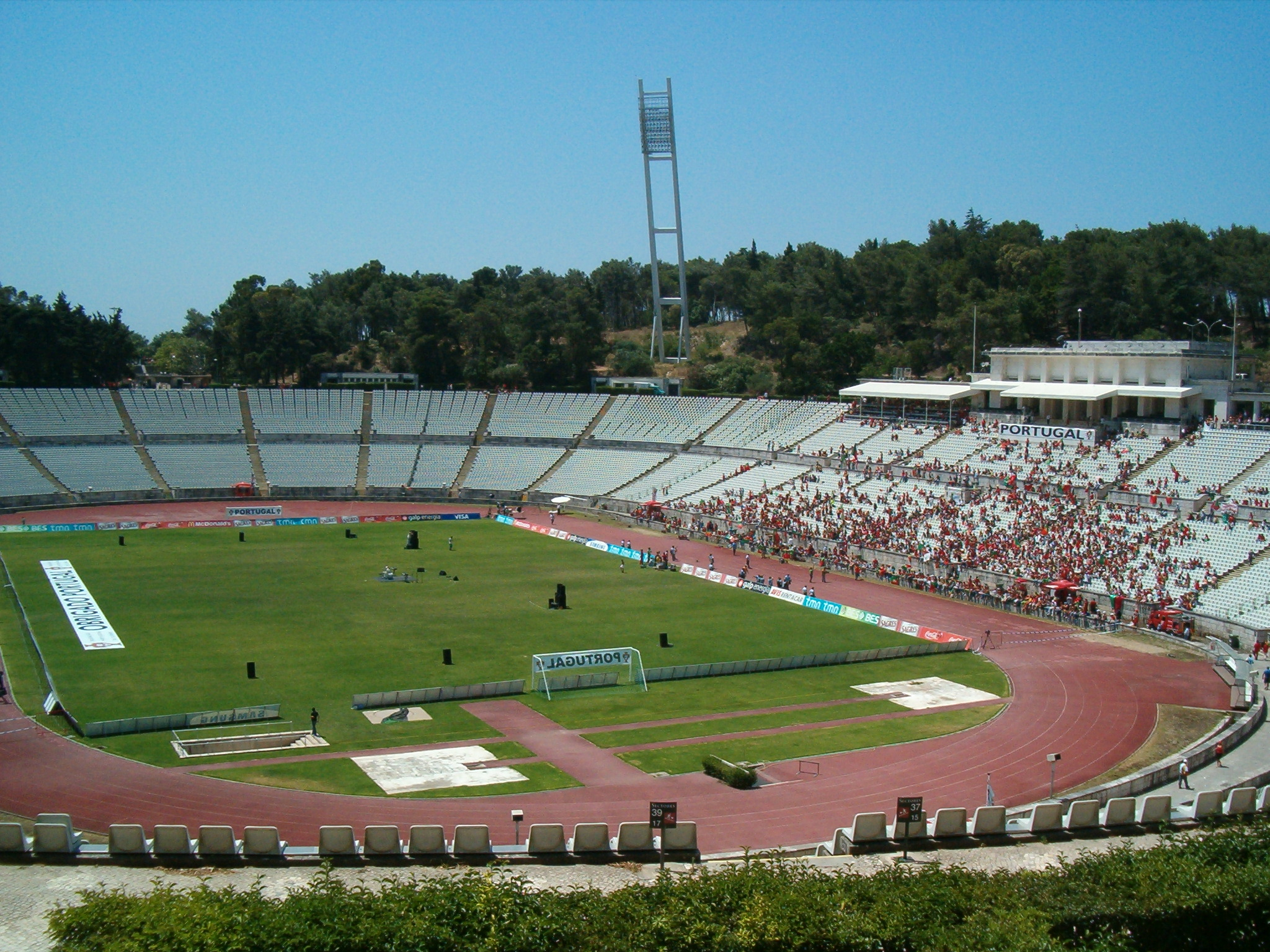
Національний стадіон в Жаморі (західне передмістя Лісабона) є ареною проведення фінальних матчів Кубка Португалії з футболу починаючи з 1946 року

Кубок Португалії з футболу (порт. Taça de Portugal) — футбольне змагання, що проводиться в Португалії. До 1938 року, це змагання проходило під назвою Чемпіонат Португалії з футболу, в якому визначався чемпіон Португалії.
Протягом двох сезонів (2009/10 і 2010/11) матиме назву Кубок Мілленніум Португалії (порт. Taça de Portugal Millennium — за назвою головного спонсора турніру Банку Millennium BCP) в рамках угоди підписаною між Португальською футбольною федерацією і відповідним банком.

## Історія
Турнір, під назвою Кубок Імперії (порт. Taça do Império) почав проводитися з 1912 року, але в змаганні брало участь мале число команд, і воно було перерване під час боїв Першої світової війни. Змагання продовжувалося до 1918 року.
У 1921 році був організований Чемпіонат Португалії, в якому команди грали по одній грі на вибування. У 1938 році назва турніру була змінена на Кубок Португалії, який став другим по значимості національним футбольним турніром в Португалії. У турнірі беруть участь команди 4-х дивізіонів Португальської футбольної федерації — Португальської Ліги, Ліги де Онра, Португальського Другого дивізіону і Португальського Третього дивізіону, а також переможців регіональних футбольних чемпіонатів. Кубок складається з 9-ти раундів, у першому з яких беруть участь команди регіональних ліг і Португальського Третього дивізіону, в другому підключаються команди Португальського Другого дивізіону, в третьому — команди Ліги де Онра, а в четвертому — команди Португальської Ліги.

## Фінали Кубка Португалії

### 1912—1918: Кубок Імперії (не визнаний Португальською футбольною федерацією)
| Сезон     | Переможець    | Рахунок       | Фіналіст        | Дата          | Місце проведення |
| 1912      | «Бенфіка»     | 3 - 0         | «Імперіу»       | 8 червня 1912 |                  |
| 1913      | «Бенфіка»     | [ 2 ]         | «Інтернасіонал» |               |                  |
| 1914—1917 | Не проводився | Не проводився | Не проводився   |               |                  |
| 1918      | «Бенфіка»     | [ 3 ]         | «Імперіу»       |               |                  |

### 1921—1938: Національний чемпіонат
| Сезон   | Переможець           | Рахунок       | Фіналіст             | Дата           | Місце проведення                      |
| 1921/22 | «Порту»              | 2 - 1         | «Спортінг» (Лісабон) | 4 червня 1922  | Campo da Constituição, Порту          |
| 1921/22 | «Порту»              | 0 - 2         | «Спортінг» (Лісабон) | 11 червня 1922 | Campo Grande, Лісабон                 |
| 1921/22 | «Порту»              | 3 - 1 у д. ч. | «Спортінг» (Лісабон) | 18 червня 1922 | Estádio do Bessa, Порту               |
| 1922/23 | «Спортінг» (Лісабон) | 3 - 0         | «Академіка»          | 24 червня 1923 | Santo Estádio, Фару                   |
| 1923/24 | «Ольяненсе»          | 4 - 2         | «Порту»              | 8 червня 1924  | Campo Grande, Лісабон                 |
| 1924/25 | «Порту»              | 2 - 1         | «Спортінг» (Лісабон) | 28 червня 1925 | Campo de Monserrate, Віана-ду-Каштелу |
| 1925/26 | «Марітіму»           | 2 - 0         | «Белененсеш»         | 6 червня 1926  | Campo do Ameal, Порту                 |
| 1926/27 | «Белененсеш»         | 3 - 0         | «Віторія» (Сетубал)  | 12 червня 1927 | Campo do Lumiar, Лісабон              |
| 1927/28 | «Каркавеліньюш»      | 3 - 1         | «Спортінг» (Лісабон) | 30 червня 1928 | Campo de Palhavã, Лісабон             |
| 1928/29 | «Белененсеш»         | 3 - 1         | «Уніау Ліжбоа»       | 16 червня 1929 | Campo de Palhavã, Лісабон             |
| 1929/30 | «Бенфіка»            | 2 - 1         | «Баррейренсе»        | 1 червня 1930  | Campo Grande, Лісабон                 |
| 1930/31 | «Бенфіка»            | 3 - 0         | «Порту»              | 28 червня 1931 | Campo do Arnado, Коїмбра              |
| 1931/32 | «Порту»              | 4 - 4 у д. ч. | «Белененсеш»         | 30 червня 1932 | Campo do Arnado, Коїмбра              |
| 1931/32 | «Порту»              | 2 - 1         | «Белененсеш»         | 17 липня 1932  | Campo do Arnado, Коїмбра              |
| 1932/33 | «Белененсеш»         | 3 - 1         | «Спортінг» (Лісабон) | 2 липня 1933   | Estádio do Lumiar, Лісабон            |
| 1933/34 | «Спортінг» (Лісабон) | 4 - 3 у д. ч. | «Баррейренсе»        | 8 липня 1934   | Estádio do Lumiar, Лісабон            |
| 1934/35 | «Бенфіка»            | 2 - 1         | «Спортінг» (Лісабон) | 30 червня 1935 | Estádio do Lumiar, Лісабон            |
| 1935/36 | «Спортінг» (Лісабон) | 3 - 1         | «Белененсеш»         | 7 липня 1936   | Estádio do Lumiar, Лісабон            |
| 1936/37 | «Порту»              | 3 - 2         | «Спортінг» (Лісабон) | 4 липня 1937   | Campo do Arnado, Коїмбра              |
| 1937/38 | «Спортінг» (Лісабон) | 3 - 1         | «Бенфіка»            | 26 червня 1938 | Estádio do Lumiar, Лісабон            |

### 1938—1946: Кубок Португалії
| Сезон   | Переможець           | Рахунок       | Фіналіст               | Дата           | Місце проведення            |
| 1938/39 | «Академіка»          | 4 - 3         | «Бенфіка»              | 26 червня 1939 | Campo das Salésias, Лісабон |
| 1939/40 | «Бенфіка»            | 3 - 1         | «Белененсеш»           | 7 липня 1940   | Estádio do Lumiar, Лісабон  |
| 1940/41 | «Спортінг» (Лісабон) | 4 - 1         | «Белененсеш»           | 22 червня 1941 | Campo das Salésias, Лісабон |
| 1941/42 | «Белененсеш»         | 2 - 0         | «Віторія» (Гімарайнш)  | 12 червня 1942 | Estádio do Lumiar, Лісабон  |
| 1942/43 | «Бенфіка»            | 5 - 1         | «Віторія» (Сетубал)    | 20 червня 1943 | Campo das Salésias, Лісабон |
| 1943/44 | «Бенфіка»            | 8 - 0         | «Ешторіл-Прая»         | 28 травня 1944 | Campo das Salésias, Лісабон |
| 1944/45 | «Спортінг» (Лісабон) | 1 - 0         | «Ольяненсе»            | 1 липня 1945   | Campo das Salésias, Лісабон |
| 1945/46 | «Спортінг» (Лісабон) | 4 - 2         | «Атлетіку» (Алкантара) | 30 червня 1946 | Національний стадіон, Жамор |
| 1946/47 | Не проводився        | Не проводився | Не проводився          |                |                             |

### 1947—1968: Новий формат з Регіональними чемпіонатами
| Сезон   | Переможець                           | Рахунок                              | Фіналіст                             | Дата           | Місце проведення            |
| 1947/48 | «Спортінг» (Лісабон)                 | 3 - 1                                | «Белененсеш»                         | 4 липня 1948   | Національний стадіон, Жамор |
| 1948/49 | «Бенфіка»                            | 2 - 1                                | «Атлетіку» (Алкантара)               | 12 червня 1949 | Національний стадіон, Жамор |
| 1949/50 | Не проводився через Латинський Кубок | Не проводився через Латинський Кубок | Не проводився через Латинський Кубок |                |                             |
| 1950/51 | «Бенфіка»                            | 5 - 1                                | «Академіка»                          | 10 червня 1951 | Національний стадіон, Жамор |
| 1951/52 | «Бенфіка»                            | 5 - 4                                | «Спортінг» (Лісабон)                 | 15 червня 1952 | Національний стадіон, Жамор |
| 1952/53 | «Бенфіка»                            | 5 - 0                                | «Порту»                              | 28 червня 1953 | Національний стадіон, Жамор |
| 1953/54 | «Спортінг» (Лісабон)                 | 3 - 2                                | «Віторія» (Сетубал)                  | 27 червня 1954 | Національний стадіон, Жамор |
| 1954/55 | «Бенфіка»                            | 2 - 1                                | «Спортінг» (Лісабон)                 | 12 червня 1955 | Національний стадіон, Жамор |
| 1955/56 | «Порту»                              | 2 - 0                                | «Торренсе»                           | 27 травня 1956 | Національний стадіон, Жамор |
| 1956/57 | «Бенфіка»                            | 3 - 1                                | «Спортінг» (Ковілья)                 | 2 червня 1957  | Національний стадіон, Жамор |
| 1957/58 | «Порту»                              | 1 - 0                                | «Бенфіка»                            | 15 червня 1958 | Національний стадіон, Жамор |
| 1958/59 | «Бенфіка»                            | 1 - 0                                | «Порту»                              | 19 липня 1959  | Національний стадіон, Жамор |
| 1959/60 | «Белененсеш»                         | 2 - 1                                | «Спортінг» (Лісабон)                 | 3 липня 1960   | Національний стадіон, Жамор |
| 1960/61 | «Лейшойш»                            | 2 - 0                                | «Порту»                              | 9 липня 1961   | Estádio das Antas, Порту    |
| 1961/62 | «Бенфіка»                            | 3 - 0                                | «Віторія» (Сетубал)                  | 1 липня 1962   | Національний стадіон, Жамор |
| 1962/63 | «Спортінг» (Лісабон)                 | 4 - 0                                | «Віторія» (Гімарайнш)                | 30 червня 1963 | Національний стадіон, Жамор |
| 1963/64 | «Бенфіка»                            | 6 - 2                                | «Порту»                              | 5 липня 1964   | Національний стадіон, Жамор |
| 1964/65 | «Віторія» (Сетубал)                  | 3 - 1                                | «Бенфіка»                            | 4 липня 1965   | Національний стадіон, Жамор |
| 1965/66 | «Спортінг» (Брага)                   | 1 - 0                                | «Віторія» (Сетубал)                  | 22 травня 1966 | Національний стадіон, Жамор |
| 1966/67 | «Віторія» (Сетубал)                  | 3 - 2 у д. ч.                        | «Академіка»                          | 9 липня 1967   | Національний стадіон, Жамор |
| 1967/68 | «Порту»                              | 2 - 1                                | «Віторія» (Сетубал)                  | 16 червня 1968 | Національний стадіон, Жамор |

### 1968—1990: До змагань були допущені клуби Третього дивізіону
| Сезон   | Переможець           | Рахунок            | Фіналіст              | Дата           | Місце проведення               |
| 1968/69 | «Бенфіка»            | 2 - 1 у д. ч.      | «Академіка»           | 22 червня 1969 | Національний стадіон, Жамор    |
| 1969/70 | «Бенфіка»            | 3 - 1              | «Спортінг» (Лісабон)  | 14 червня 1970 | Національний стадіон, Жамор    |
| 1970/71 | «Спортінг» (Лісабон) | 4 - 1              | «Бенфіка»             | 27 червня 1971 | Національний стадіон, Жамор    |
| 1971/72 | «Бенфіка»            | 3 - 2 у д. ч.      | «Спортінг» (Лісабон)  | 4 червня 1972  | Національний стадіон, Жамор    |
| 1972/73 | «Спортінг» (Лісабон) | 3 - 2              | «Віторія» (Сетубал)   | 17 червня 1973 | Національний стадіон, Жамор    |
| 1973/74 | «Спортінг» (Лісабон) | 2 - 1 у д. ч.      | «Бенфіка»             | 9 червня 1974  | Національний стадіон, Жамор    |
| 1974/75 | «Боавішта»           | 2 - 1              | «Бенфіка»             | 14 червня 1975 | Стадіон Жозе Алваладе, Лісабон |
| 1975/76 | «Боавішта»           | 2 - 1              | «Віторія» (Гімарайнш) | 12 червня 1976 | Estádio das Antas, Порту       |
| 1976/77 | «Порту»              | 1 - 0              | «Спортінг» (Брага)    | 18 травня 1977 | Estádio das Antas, Порту       |
| 1977/78 | «Спортінг» (Лісабон) | 1 - 1 у д. ч.      | «Порту»               | 18 червня 1978 | Національний стадіон, Жамор    |
| 1977/78 | «Спортінг» (Лісабон) | 2 - 1 перегравався | «Порту»               | 24 червня 1978 | Національний стадіон, Жамор    |
| 1978/79 | «Боавішта»           | 1 - 1 у д. ч.      | «Спортінг» (Лісабон)  | 30 червня 1979 | Національний стадіон, Жамор    |
| 1978/79 | «Боавішта»           | 1 - 0 перегравався | «Спортінг» (Лісабон)  | 1 липня 1979   | Національний стадіон, Жамор    |
| 1979/80 | «Бенфіка»            | 1 - 0              | «Порту»               | 7 червня 1980  | Національний стадіон, Жамор    |
| 1980/81 | «Бенфіка»            | 3 - 1              | «Порту»               | 6 червня 1981  | Національний стадіон, Жамор    |
| 1981/82 | «Спортінг» (Лісабон) | 4 - 0              | «Спортінг» (Брага)    | 29 травня 1982 | Національний стадіон, Жамор    |
| 1982/83 | «Бенфіка»            | 1 - 0              | «Порту»               | 21 серпня 1983 | Estádio das Antas, Порту       |
| 1983/84 | «Порту»              | 4 - 1              | «Ріу Аве»             | 1 травня 1984  | Національний стадіон, Жамор    |
| 1984/85 | «Бенфіка»            | 3 - 1              | «Порту»               | 10 червня 1985 | Національний стадіон, Жамор    |
| 1985/86 | «Бенфіка»            | 2 - 0              | «Белененсеш»          | 27 квітня 1986 | Національний стадіон, Жамор    |
| 1986/87 | «Бенфіка»            | 2 - 1              | «Спортінг» (Лісабон)  | 7 червня 1987  | Національний стадіон, Жамор    |
| 1987/88 | «Порту»              | 1 - 0              | «Віторія» (Гімарайнш) | 19 червня 1988 | Національний стадіон, Жамор    |
| 1988/89 | «Белененсеш»         | 2 - 1              | «Бенфіка»             | 28 травня 1989 | Національний стадіон, Жамор    |
| 1989/90 | «Ештрела»            | 1 - 1 у д. ч.      | «Фаренсе»             | 27 травня 1990 | Національний стадіон, Жамор    |
| 1989/90 | «Ештрела»            | 2 - 0 перегравався | «Фаренсе»             | 3 червня 1990  | Національний стадіон, Жамор    |

### 1990—2001: Нова система Ліги і збільшення кількості команд
| Сезон   | Переможець           | Рахунок                    | Фіналіст             | Дата           | Місце проведення            |
| 1990/91 | «Порту»              | 3 - 1 у д. ч.              | «Бейра-Мар»          | 2 червня 1991  | Національний стадіон, Жамор |
| 1991/92 | «Боавішта»           | 2 - 1                      | «Порту»              | 24 травня 1992 | Національний стадіон, Жамор |
| 1992/93 | «Бенфіка»            | 5 - 2                      | «Боавішта»           | 10 червня 1993 | Національний стадіон, Жамор |
| 1993/94 | «Порту»              | 0 - 0 у д. ч.              | «Спортінг» (Лісабон) | 5 червня 1994  | Національний стадіон, Жамор |
| 1993/94 | «Порту»              | 2 - 1 в д. ч. перегравався | «Спортінг» (Лісабон) | 10 червня 1994 | Національний стадіон, Жамор |
| 1994/95 | «Спортінг» (Лісабон) | 2 - 0                      | «Марітіму»           | 10 червня 1995 | Національний стадіон, Жамор |
| 1995/96 | «Бенфіка»            | 3 - 1                      | «Спортінг» (Лісабон) | 18 травня 1996 | Національний стадіон, Жамор |
| 1996/97 | «Боавішта»           | 3 - 2                      | «Бенфіка»            | 10 червня 1997 | Національний стадіон, Жамор |
| 1997/98 | «Порту»              | 3 - 1                      | «Спортінг» (Брага)   | 24 червня 1998 | Національний стадіон, Жамор |
| 1998/99 | «Бейра-Мар»          | 1 - 0                      | «Кампумайоренсе»     | 16 червня 1999 | Національний стадіон, Жамор |
| 1999/00 | «Порту»              | 1 - 1 у д. ч.              | «Спортінг» (Лісабон) | 21 травня 2000 | Національний стадіон, Жамор |
| 1999/00 | «Порту»              | 2 - 0 перегравався         | «Спортінг» (Лісабон) | 25 травня 2000 | Національний стадіон, Жамор |
| 2000/01 | «Порту»              | 2 - 0                      | «Марітіму»           | 10 червня 2001 | Національний стадіон, Жамор |

### 2001—дотепер: Без перегравань
| Сезон   | Переможець            | Рахунок          | Фіналіст              | Дата           | Місце проведення                     |
| 2001/02 | «Спортінг» (Лісабон)  | 1 - 0            | «Лейшойш»             | 12 травня 2002 | Національний стадіон, Жамор          |
| 2002/03 | «Порту»               | 1 - 0            | «Уніау Лейрія»        | 15 червня 2003 | Національний стадіон, Жамор          |
| 2003/04 | «Бенфіка»             | 2 - 1 у д. ч.    | «Порту»               | 16 травня 2004 | Національний стадіон, Жамор          |
| 2004/05 | «Віторія» (Сетубал)   | 2 - 1            | «Бенфіка»             | 29 травня 2005 | Національний стадіон, Жамор          |
| 2005/06 | «Порту»               | 1 - 0            | «Віторія» (Сетубал)   | 14 травня 2006 | Національний стадіон, Жамор          |
| 2006/07 | «Спортінг» (Лісабон)  | 1 - 0            | «Белененсеш»          | 27 травня 2007 | Національний стадіон, Жамор          |
| 2007/08 | «Спортінг» (Лісабон)  | 2 - 0 у д. ч.    | «Порту»               | 18 травня 2008 | Національний стадіон, Жамор          |
| 2008/09 | «Порту»               | 1 - 0            | «Пассуш-де-Феррейра»  | 31 травня 2009 | Національний стадіон, Жамор          |
| 2009/10 | «Порту»               | 2 - 1            | «Шавіш»               | 16 травня 2010 | Національний стадіон, Жамор          |
| 2010/11 | «Порту»               | 6 - 2            | «Віторія» (Гімарайнш) | 22 травня 2011 | Національний стадіон, Жамор          |
| 2011/12 | «Академіка»           | 6 - 2            | «Спортінг» (Лісабон)  | 20 травня 2012 | Національний стадіон, Жамор          |
| 2012/13 | «Віторія» (Гімарайнш) | 2 - 1            | «Бенфіка»             | 26 травня 2013 | Національний стадіон, Жамор          |
| 2013/14 | «Бенфіка»             | 1 - 0            | «Ріу Аве»             | 18 травня 2014 | Національний стадіон, Жамор          |
| 2014/15 | «Спортінг» (Лісабон)  | 2 - 2 пен. 3:1   | «Спортінг» (Брага)    | 31 травня 2015 | Національний стадіон, Жамор          |
| 2015/16 | «Спортінг» (Брага)    | 2 - 2 пен. 4:2   | «Порту»               | 22 травня 2016 | Національний стадіон, Жамор          |
| 2016/17 | «Бенфіка»             | 2 - 1            | «Віторія» (Гімарайнш) | 28 травня 2017 | Національний стадіон, Жамор          |
| 2017/18 | «Авеш»                | 2 - 1            | «Спортінг» (Лісабон)  | 20 травня 2018 | Національний стадіон, Жамор          |
| 2018/19 | «Спортінг» (Лісабон)  | 2 - 2 пен. 5 - 4 | «Порту»               | 25 травня 2019 | Національний стадіон, Жамор          |
| 2019/20 | «Порту»               | 2 - 1            | «Бенфіка»             | 1 серпня 2020  | Коїмбрський міський стадіон, Коїмбра |
| 2020/21 | «Брага»               | 2 - 0            | «Бенфіка»             | 23 травня 2021 | Коїмбрський міський стадіон, Коїмбра |
| 2021/22 | «Порту»               | 3 - 1            | «Тондела»             | 22 травня 2022 | Національний стадіон, Жамор          |
| 2022/23 | «Порту»               | 2 - 0            | «Брага»               | 4 червня 2023  | Національний стадіон, Жамор          |
| 2023/24 | «Порту»               | 2 - 1 (дч)       | «Спортінг» (Лісабон)  | 26 травня 2024 | Національний стадіон, Жамор          |
| 2024/25 | «Спортінг» (Лісабон)  | 3 - 1 (дч)       | «Бенфіка»             | 25 травня 2025 | Національний стадіон, Жамор          |

## Зведена таблиця за клубами
Разом перемог і участей у фінальних матчах. Кубок Імперії не враховано, оскільки не був офіційно визнаний Португальською футбольною федерацією.
| Клуб                   | Перемоги | Фінали | Перемоги за роками, участі у фіналах за роками |
| «Бенфіка»              | 29       | 14     | 1930, 1931, 1935, 1938, 1939, 1940, 1943, 1944, 1949, 1951, 1952, 1953, 1955, 1957, 1958, 1959, 1962, 1964, 1965, 1969, 1970, 1971, 1972, 1974, 1975, 1980, 1981, 1983, 1985, 1986, 1987, 1989, 1993, 1996, 1997, 2004, 2005, 2013, 2014, 2017, 2020, 2021, 2025 |
| «Порту»                | 24       | 16     | 1922, 1924, 1925, 1931, 1932, 1937, 1953, 1956, 1958, 1959, 1961, 1964, 1968, 1977, 1978, 1980, 1981, 1983, 1984, 1985, 1988, 1991, 1992, 1994, 1998, 2000, 2001, 2003, 2004, 2006, 2008, 2009, 2010, 2011, 2016, 2019, 2020, 2022, 2023, 2024                   |
| «Спортінг» (Лісабон)   | 22       | 19     | 1922, 1923, 1925, 1928, 1933, 1934, 1935, 1936, 1937, 1938, 1941, 1945, 1946, 1948, 1952, 1954, 1955, 1960, 1963, 1970, 1971, 1972, 1973, 1974, 1978, 1979, 1982, 1987, 1994, 1995, 1996, 2000, 2002, 2007, 2008, 2012, 2015, 2018, 2019, 2024, 2025             |
| «Белененсеш»           | 6        | 8      | 1926, 1927, 1929, 1932, 1933, 1936, 1940, 1941, 1942, 1948, 1960, 1986, 1989, 2007 |
| «Боавішта»             | 5        | 1      | 1975, 1976, 1979, 1992, 1993, 1997 |
| «Віторія» (Сетубал)    | 3        | 8      | 1927, 1943, 1954, 1962, 1965, 1966, 1967, 1968, 1973, 2005, 2006 |
| «Брага»                | 3        | 5      | 1966, 1977, 1982, 1998, 2015, 2016, 2021, 2023 |
| «Академіка»            | 2        | 4      | 1923, 1939, 1951, 1967, 1969, 2012 |
| «Віторія» (Гімарайнш)  | 1        | 6      | 1942, 1963, 1976, 1988, 2011, 2013, 2017 |
| «Марітіму»             | 1        | 2      | 1926, 1995, 2001 |
| «Ольяненсе»            | 1        | 1      | 1924, 1945 |
| «Лейшойш»              | 1        | 1      | 1961, 2002 |
| «Бейра-Мар»            | 1        | 1      | 1991, 1999 |
| «Авеш»                 | 1        | -      | 2018 |
| «Каркавеліньюш»        | 1        | -      | 1928 |
| «Ештрела»              | 1        | -      | 1990 |
| «Баррейренсе»          | -        | 2      | 1930, 1934 |
| «Атлетіку» (Алкантара) | -        | 2      | 1946, 1949 |
| «Уніау Ліжбоа»         | -        | 1      | 1929 |
| «Ешторіл-Прая»         | -        | 1      | 1944 |
| «Торренсе»             | -        | 1      | 1956 |
| «Спортінг» (Ковілья)   | -        | 1      | 1957 |
| «Ріу Аве»              | -        | 2      | 1984, 2014 |
| «Фаренсе»              | -        | 1      | 1990 |
| «Кампумайоренсе»       | -        | 1      | 1999 |
| «Уніау Лейрія»         | -        | 1      | 2003 |
| «Пассуш-де-Феррейра»   | -        | 1      | 2009 |
| «Шавіш»                | -        | 1      | 2010 |
| «Тондела»              | -        | 1      | 2022 |